# Amethysphaerion eximium
Amethysphaerion eximium là một loài bọ cánh cứng trong họ Cerambycidae.